# Las Torres de Cotillas
Las Torres de Cotillas ist eine Gemeinde in der Autonomen Gemeinschaft Murcia in Südostspanien.

## Klima
Das ehemalige Königreich Murcia (heute Región de Murcia) ist eines der trockensten Gebiete Europas. Die Temperaturen im Sommer steigen oft über 40 °C bei nur 340 mm Regen im Jahr. Der Wassermangel ist ein ständiges Problem und spielt auch in der Politik eine große Rolle. Flora und Fauna sind vom mediterranen Klima geprägt. Die Winter sind mild.

## Geographie
Die Gemeinde Las Torres de Cotillas befindet sich inmitten der Huerta murciana, 15 km von der regionalen Hauptstadt Murcia entfernt, 82 Meter über dem Meeresspiegel.
Las Torres de Cotillas umschließt eine Fläche von 39 km² und hat 22.406 Einwohner (Stand: 2024).
Im Norden grenzt Las Torres de Cotillas an Alguazas. Als natürliche Grenze dient hier der Río Mula. Im Westen liegen Campos del Rio und Murcia und im Süden trennt der Río Segura Las Torres de Cotillas von Molina de Segura.
Westlich von Las Torres de Cotillas befindet sich bei 38°1'35"N 1°15'15"W ein 186 Meter hoher Sendemast über den das Programm von RNE auf 855 kHz mit einer Leistung von 100 kW verbreitet wird.